# Sisyrinchium subcernuum
Sisyrinchium subcernuum är en irisväxtart som först beskrevs av Eugene Pintard Bicknell, och fick sitt nu gällande namn av James Emil Henrich och Peter Goldblatt. Sisyrinchium subcernuum ingår i släktet gräsliljor, och familjen irisväxter. Inga underarter finns listade i Catalogue of Life.